# 1926年の航空
< 1926年
1925年の航空 - 1926年の航空 - 1927年の航空

## 航空に関する出来事

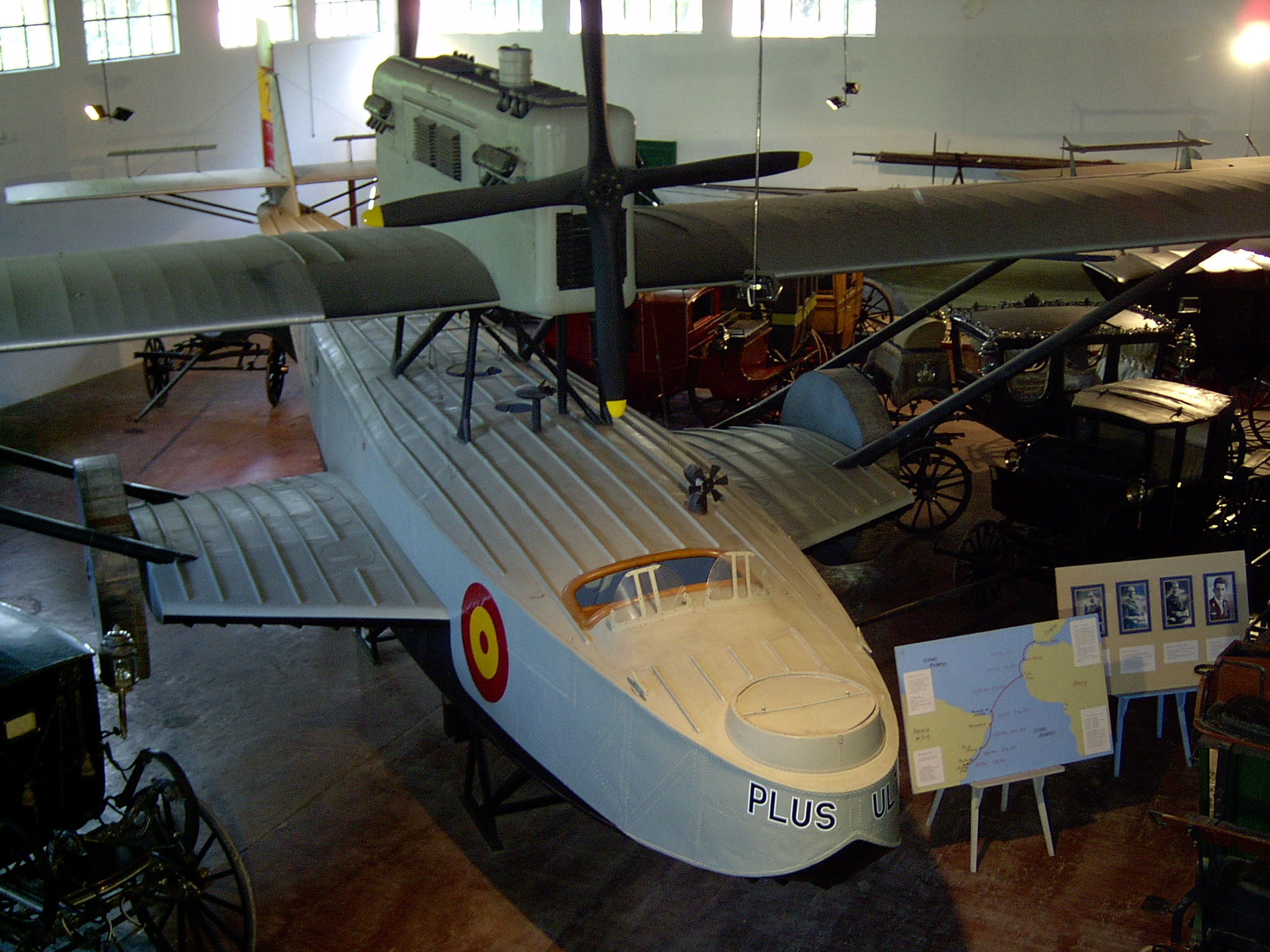
プルス・ウルトラ号

ロバート・ゴダードとロケット

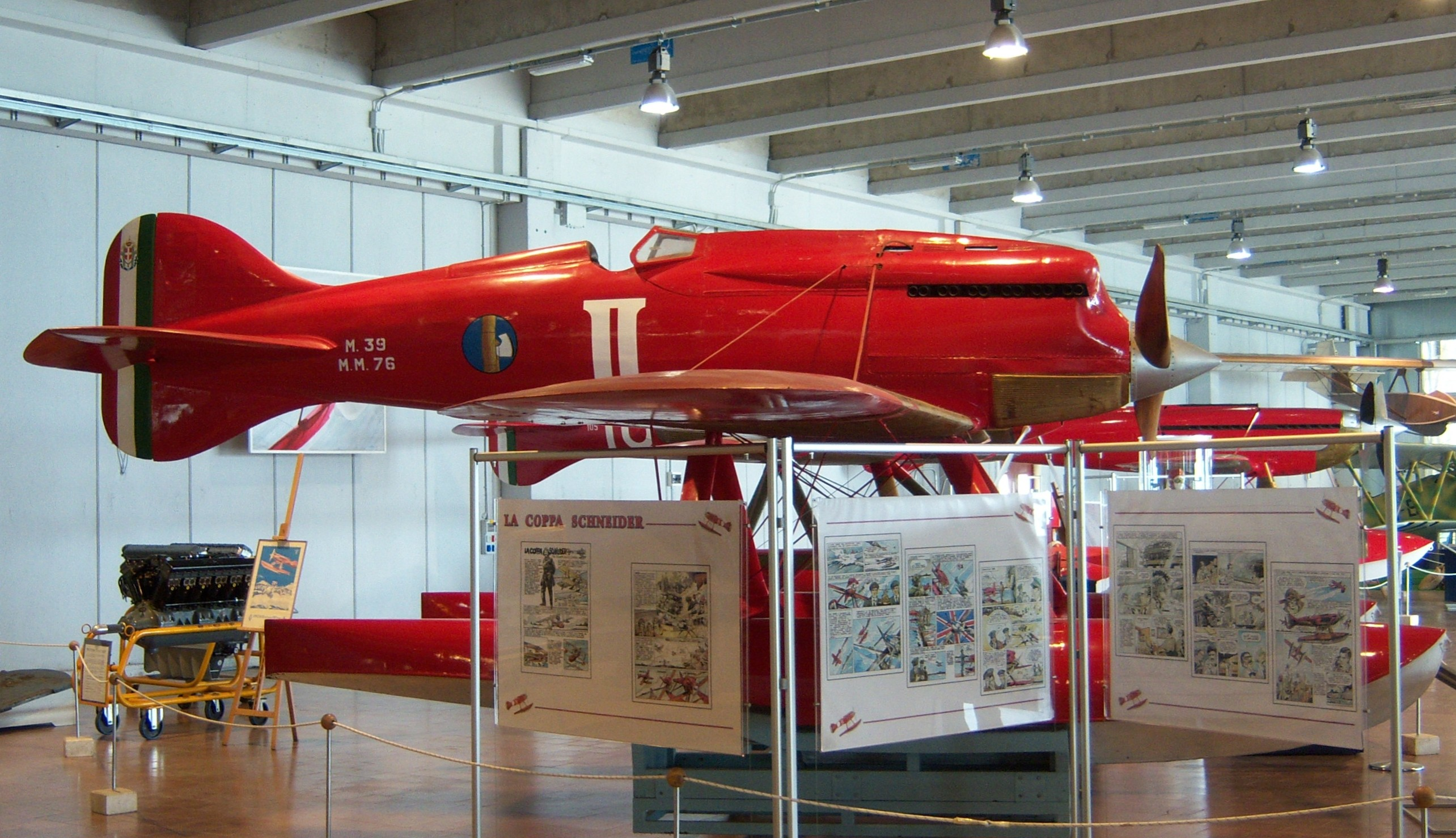
マッキ M.39

- 1926年 - スイスのアルフレッド・コントが航空機会社、「アルフレッド・コント、スイス航空機会社」（Alfred Comte, Schweizerische Flugzeugfabrik）を創立した。
- 1月6日 - Deutsche Aero Lloydとユンカース航空(Junkers Luftverkehr)が合併して、ルフトハンザが設立された。
- 1月26日 - スペインの軍人、ラモン・フランコらが、プルス・ウルトラ号（ドルニエDo J）でスペインからアルゼンチンのブエノスアイレスまでの飛行を行う。
- 3月1日～6月2日 - イギリス空軍の4機のフェアリー IIIDがカイロからケープタウンまでの長距離飛行を行い、その後イギリスへ帰還した[1]。
- 3月16日 - アメリカのロバート・ゴダードが、マサチューセッツ州オーバーンで最初の液体燃料ロケットを打ち上げた。
- 4月1日 - イタリアで最初に設立された航空会社、S.I.S.A.(Società Italiana Servizi Aerei)がトリノ - ヴェネツィア間の定期航空便の運行を開始した。
- 4月5日～5月11日 - スペインの3機のブレゲー 19がスペインのマドリードからフィリピンのマニラへの飛行に挑戦し1機がマニラに到着した。（→エルカーノ飛行隊）
- 4月6日 - Varney Air Linesが航空郵便輸送業務を開始した。1934年にVarney Speed Linesとなり、1937年にコンチネンタル航空となった。
- 4月10日– 3機のアメリカ陸軍の航空機が、科学的調査のためにハワイのマウナロア火山の航空写真を撮影した[2]。
- 4月19日 - ピッツケルン・エビエーション(Pitcairn Aviation、後のイースタン航空）が設立された。
- 5月9日 - リチャード・バードらが、スピッツベルゲンのキングスベイから北極点までを15時間で往復し、航空機による初の北極点到達を成し遂げる。
- 5月11日 - ロアール・アムンセンとウンベルト・ノビレとリンカーン・エルズワースが、飛行船ノルゲ号で北極海横断に成功した。
- 7月2日 - アメリカ陸軍航空隊がアメリカ陸軍航空部(US Army Air Service)から再編されて設立された。
- 7月27日〜8月9日 - ソビエト連邦のヴィクトル・ピサレンコとSterligovがモスクワ - ハリコフ - ロストフオンドン - セバストポル - キエフ - モスクワのコースで3000kmの飛行を行った。
- 8月23日 - ジャン・カイーソ（Jean Callizo）がブレリオ-SPAD S.61で12,442mの高高度飛行記録を樹立
- 8月27日〜9月25日 - ポーランドのボレスワフ・オルリンスキが、メカニックのレオナルド・クビャクとともにワルシャワ・東京間10,300kmをブレゲー 19 A2で往復飛行した。
- 8月30日〜9月2日 - ソビエト連邦のパイロット、ミハイル・グロモフがモスクワ－パリ－ローマ－ウィーン－ワルシャワを飛行し、モスクワに戻る7,150kmを超える飛行を行った。
- 10月21日 - イギリスの飛行船、R33から2機のグロスター グリーブの発進に成功した。
- 11月13日 - アメリカ、バージニア州で行われたシュナイダー・トロフィー・レースでイタリアのマリオ・デ・ベルナルディの操縦するマッキ M.39が優勝した。

## 1926年に初飛行した機体の画像

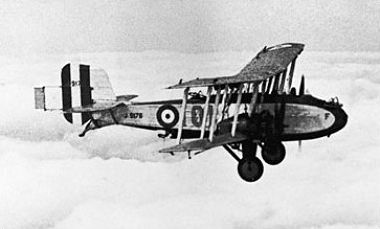
ボールトンポール サイドストランド （1926年）
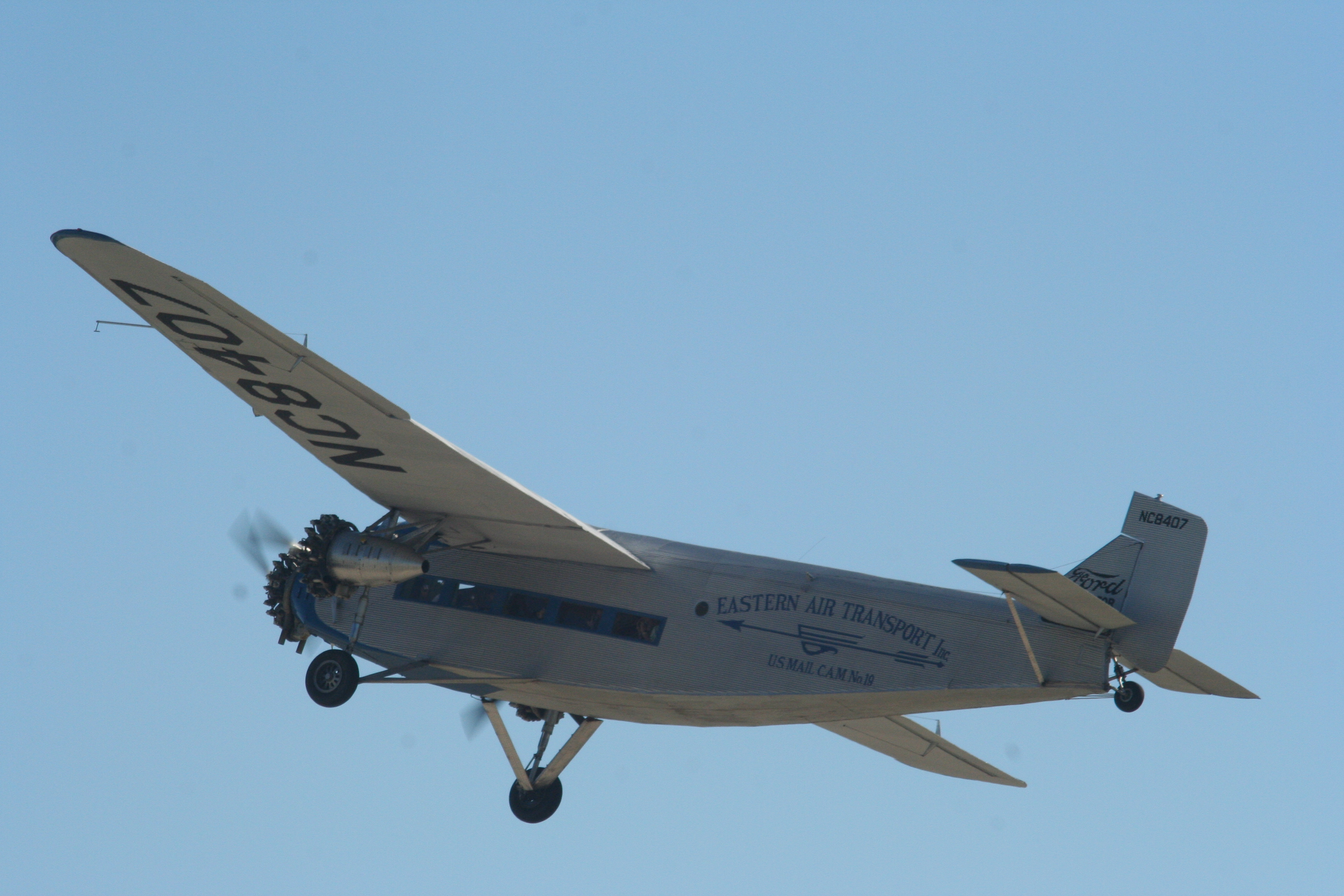
フォード トライモータ （6月11日)
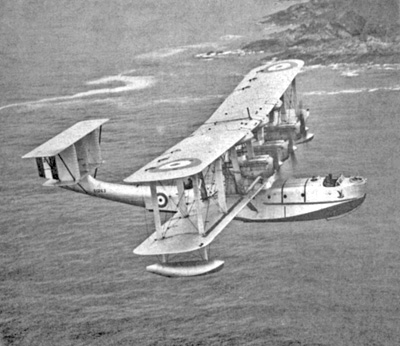
ブラックバーン アイリス （6月19日)
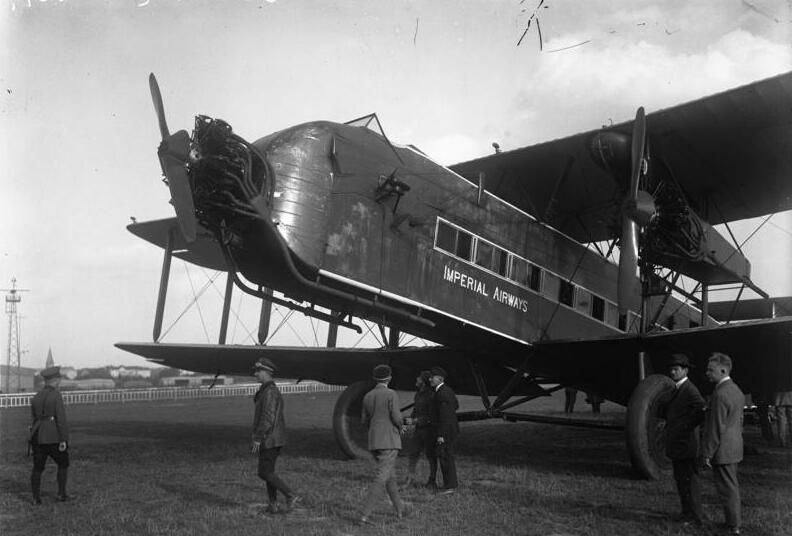
アームストロング・ホイットワース アーゴシー (7月3日)

## 航空に関する賞の受賞者
- ハーモン・トロフィー： ジョルジュ・ペルティエ＝ドワシー、ウンベルト・ノビレ
  - ナショナル・トロフィー：シャーリー・ショート（米）、安辺浩（日）、マリオ・デ・ベルナルディ（伊）
- FAI・ゴールド・エア・メダル：アラン・コブハム